# Норма гидрологических величин
Но́рма гидрологических величин – среднее значение характеристик гидрологического режима за многолетний период такой продолжительности, при увеличении которой полученное среднее значение существенно не меняется. В качестве возможного критерия продолжительности указанного многолетнего периода принимается условие включения в этот период четного числа многолетних циклов изменения рассматриваемой величины. Практически нормой гидрологических величин считается среднее значение, полученное из ряда, охватывающего 40–60 лет наблюдений. В этом смысле можно говорить о норме годового стока, норме сроков вскрытия и замерзания водных объектов, норме дат начала и окончания половодья, норме высот снежного покрова, запаса воды в снеге к началу снеготаяния и т.д.